# Římskokatolická farnost Rapšach
Římskokatolická farnost Rapšach je zaniklým územním společenstvím římských katolíků v rámci jindřichohradeckého vikariátu českobudějovické diecéze. Farnost zanikla 31. prosince 2019, jejím právním nástupcem je farnost Suchdol nad Lužnicí, která je excurrendo spravovaná z farnosti České Velenice.

## O farnosti

### Historie
V Rapšachu existovala plebánie od roku 1382 a původně spadala pod diecézi St. Pölten. Později farnost zanikla a Rapšach se stal filiálkou farnosti Krabonoš. K obnovení farnosti došlo v roce 1784, od stejného roku jsou vedeny i matriční knihy. Během působení P. Tomáše Kleina byl založen nový hřbitov s hřbitovní kaplí.
Roku 1920 byl Rapšach na základě saintgermainské smlouvy připojen k Československu, v roce 1937 byl přičleněn k Českobudějovické diecézi. Ze st. Pölten byla farnost opětovně spravovaná v průběhu druhé světové války.

#### Duchovní správa
Přehled duchovních správců:
- 1784–1793 P. Josef Jáchym Varhaník, prvofarář
- 1793–1808 P. Karel Melzer ze severních Uher
- 1808–1811 P. Johann Parzich
- 1811–1829 P. Matouš Otruba
- 1830–1846 P. Vojtěch Záveský
- 1846–1854 P. Lukáš Dvořák
- 1854–1873 P. Filip Jakub Hofbauer z Střípce
- 1873–1889 P. Tomáš Klein z Velešína (pohřben ve hřbitovní kapli)
- 1888–1890 P. Jan Laufer z Jindřichova Hradce, kaplan
- (1890) 1922 – 1. září 1931 D. Karel Velíšek, farář 
  - 1922–1926 D. Bartoloměj Divoký, kaplan
  - 1926–1930 D. Antonín Sobotka, kaplan
  - 1930–1932 D. Jan Štojdl, kaplan
- 1. listopadu 1931 – 30. listopadu 1938 D. Karel Nohel († 12. července 1944 v internačním táboře pro české kněze v Zásmukách), administrátor a kaplan, od 1. května 1936 farář
- Rudolf Haider z Brandu
- Raimund Chalupa ze servitského kláštera v Nových Hradech
- Norbert Marhon a Karl Ramharter z Rakouska
- 1. února 1940 – srpen 1945 P. Alois Wegscheider
- 1. srpna 1945 – 31. července 1951 P. Václav Klíma, administrátor
- 1. srpna 1951 – 30. října 1952 P. Oldřich Votava, administrátor, odešel na vojenskou službu
- 1. listopadu 1952 – 14. března 1955 P. Andrej Hornický, OFM, administrátor
- 15. března 1955 – 9. srpna 1959 P. Oldřich Votava, administrátor excurrendo
- 10. srpna 1959 – 11. listopadu 1960 P. Štěpán Mandelíček, CSsR, administrátor excurrendo
- 12. listopadu 1960 – 31. července 1973 Mons. Josef Noska, administrátor excurrendo
- 1. srpna 1973 – 31. května 1974 P. Jiří Prajer, administrátor excurrendo
- 1. června 1974 – 31. července 1975 P. Mgr. Milan Píša, administrátor excurrendo
- 1. srpna 1975 – 31. července 1983  P. Milo Jaroslav Smíšek, OPraem, administrátor excurrendo
- 1. srpna 1983 – 14. srpna 1993 P. Karel Zeman, CSsR, administrátor excurrendo
  - 1. srpna 1985 – 14. listopadu 1985 R. D. Bohuslav Švehla, farní vikář
- 15. srpna 1993 – 4. května 1998 R. D. Mgr. Petr Misař, administrátor excurrendo
- 5. května 1998 – 31. července 1998 P. Jaroslav Zawadzki, administrátor excurrendo
- 1. srpna 1998 – 31. srpna 2002 P. Mgr. Marek Adamczuk, OMI, administrátor excurrendo
- 1. září 2002 – 31. prosince 2005 P. Mgr. Karl Zaiser, OMI, administrátor excurrendo
- 1. ledna 2006 – 30. září 2006 P. Marian Nowak, OMI, administrátor excurrendo
- 1. července 2006 – 31. srpna 2014 R. D. Mgr. Jaroslav Šmejkal, administrátor excurrendo
- 1. září 2014 – 31. ledna 2016 Mons. ThLic. David Henzl, administrátor excurrendo
  - 1. září 2014 – 31. ledna 2017 R. D. Mgr. Jiří Kalaš, farní vikář
  - 1. listopadu 2014 – 31. ledna 2017 R. D. Mgr. Radim Novák, JC.D., výpomocný duchovní
- 1. února 2016 – 31. ledna 2017 R. D. Mgr. Martin Bětuňák, administrátor excurrendo
- od 1. února 2017 P. ThLic. Tomáš Vyhnálek, OMI, administrátor excurrendo

### Současnost
| Kostel                  | Místo   | Bohoslužba | Bohoslužba            | Poznámka                      |
| ----------------------- | ------- | ---------- | --------------------- | ----------------------------- |
| Kostel svatého Zikmunda | Rapšach | pátek      | 17.00 (zč) 18.00 (lč) | filiální, bývalý farní kostel |